# Beszédszintézis
A beszédszintézis célja az, hogy mesterségesen hozzon létre beszélő emberi – vagy ahhoz a lehető legjobban hasonlító – hangot. Az első ilyen szerkezetet Kempelen Farkas konstruálta, melynek egy példánya ma a müncheni Deutsches Museumban tekinthető meg. Magyarországon az MTA Nyelvtudományi Intézetében is látható egy működő, rekonstruált változat Kempelen beszélő gépéből (2002-ből), valamint a rekonstruált gép hangja meghallgatható a magyarbeszed.tmit.bme.hu honlapon is az interaktív anyagok között.
Többféle eljárás létezik, ezek a leggyakrabban két fokozatban dolgoznak:
1. az írott szöveget fonémákká alakítják;
2. a fonémákat hangfeldolgozó eljárások segítségével – lehetőleg szakadásmentesen összeillesztve – valamilyen hangkeltő eszközön keresztül hanggá alakítják, például a hangképző szervek utánzásával vagy tárolt hangminták felhasználásával.

## Megfontolások
- Nem minden fonéma létezik minden nyelvben (pl ü nincs az angol nyelvben).
- Egy írott szöveg lefordítása fonémákká nem triviális (például a hanglejtés miatt).
- Egy írott szöveg fonémákká alakítása nyelv- és kontextusfüggő.

## Programok
- Txt2Pho német szövegeket alakít fonémákká
- MBrola nyelvszintetizálási projekt
- FreeTTS, Jávában írt nyílt forráskódú TTS (Text-To-Speech = szövegből beszéd) rendszer
- Festvox, nyílt forráskódú nyelvszintetizálási projekt
- espeak, nyílt forráskódú magyarul is olvasó program

Felolvasók:
- Angol szövegfelolvasó
- Szövegfelolvasók jegyzéke

Hangos (angol) szótárak (és még más is. például concordance)
- – Hongkongi egyetem

Magyar kutatás (az egyik):
- – BME-TMIT
- Pediaphon beszédszintézis Wikipedia Szócikk Magyar

A másik az MTA;
a harmadik:
- a Speakboard (angol vagy magyar szöveget) felolvasó program

Kulcsszavak: voice portal, számítógépes nyelvészet, hangkódolás, prozódia, hangsúlyozás, nyelvfelismerés, Kempelen Farkas